# Coleophora almeriensis
Coleophora almeriensis là một loài bướm đêm thuộc họ Coleophoridae. Nó được tìm thấy ở Tây Ban Nha.